# نایجل وست‌لیک
نایجل وست‌لیک (انگلیسی: Nigel Westlake؛ زادهٔ ۶ سپتامبر ۱۹۵۸) آهنگساز، موسیقی‌دان و رهبر ارکستر اهل استرالیا است.
از فیلم‌هایی که وی در آن‌ها نقش داشته‌است، می‌توان به بیب، جنوبگان، دوشیزه پاتر و فرزندان انقلاب اشاره نمود.
وی همچنین برندهٔ جوایزی همچون جوایز ای‌پی‌آرای شده‌است.